# A Story of War
A story of war est un album de bande dessinée.
- Scénario, dessins: Al Severin
- Editeur : Michel Deligne
- Année édition : 1985
- Format : A5
- Couleurs : noir et blanc

## Contexte
« A Story of War » est le premier album important réalisé en 1982 par Alec Séverin (publié en 1985 par Michel Deligne). Ces 150 pages, dessinées en 9 jours, ont contribué à la légende de cet illustre auteur. Nombre de ses fidèles lecteurs ont découvert son œuvre grâce à cet ouvrage.